# 王怀奇
王怀奇（1897年—1956年），字子伟，山西沁阳县人。中华民国政治人物。

## 生平
早年毕业于国立北京法政大学。曾任山西督军署秘书，旋兼省长公署秘书。1925年1月赴日本考察，3月归国，任绛县知事。1927年春，因病辞职，后出任山西省长公署秘书。1928年，任国民革命军第三集团军总司令秘书，参加北伐。1929年4月，转任平津卫戍总司令部秘书，并随阎锡山出席全国编遣会议；12月任国民政府文官处参事。1932年5月，任财政部山西统税太原管理所主任，晋北盐务督察处处长。1936年，担任山西统税局局长。抗日战争期间，担任第二战区司令部参事室主任。抗日战争结束后，返回太原，担任山西省文献委员会主任。1949年，太原战役结束后，在太原行医。1956年去世。